# Dworzec autobusowy w Tomaszowie Mazowieckim
Dworzec autobusowy w Tomaszowie Mazowieckim – dworzec dalekobieżnej komunikacji samochodowej w Tomaszowie Mazowieckim, w województwie łódzkim. Z położonym naprzeciwko po drugiej stronie ulicy dworcem kolejowym i pobliską pętlą komunikacji miejskiej tworzy lokalny kompleks transportu zbiorowego.

## Historia
Już w styczniu 1945 roku, kilka dni po wkroczeniu do miasta Armii Czerwonej (18 stycznia), kierowcy z Tomaszowa zaczęli samodzielnie organizować transport samochodowy, pozyskując pojazdy porzucone przez Niemców. Transport dalekobieżny w mieście zinstytucjonalizowano 23 marca 1945 roku gdy powstało Państwowe Przedsiębiorstwo Transportowe, które przejęło obiekt po Niemcu – Denkhausie przy obecnej ulicy Mościckiego. Pierwszym dyrektorem PPT był Jan Bartolewski. Głównym zadaniem wykonanym wówczas przez pracowników firmy było dowożenie zboża z magazynów powiatu rawskiego i brzezińskiego do Tomaszowa i Łodzi oraz transport surowców dla miejscowego przemysłu. Pół roku później firma zmieniła nazwę na Państwowe Przedsiębiorstwo Transportowo-Ekspedycyjne Przemysłu i w tej formule funkcjonowała do końca 1947 roku. W tym czasie przedsiębiorstwo działało bez zaplecza technicznego, części zamienne doraźnie pozyskując z terenu i na taborze poniemieckim. W 1948 roku połączono PPTEP ze znacjonalizowaną firmą G. Hartwig Spółka Akcyjna. Od lipca 1948 roku zaczęto pozyskiwać nowe pojazdy, m.in. cztero- i siedmiotonowe fiaty z przyczepami. Również w tym okresie tworzył się zaczątek stacji obsługi pojazdów jako własnego zaplecza technicznego. Od stycznia 1950 roku, na mocy uchwały rządu o połączeniu przedsiębiorstw, powstała Państwowa Komunikacja Samochodowa w Tomaszowie Mazowieckim. W 1952 roku przeprowadzony został kapitalny remont w czterech pomieszczeniach biurowych, wybudowano myjnię, pogłębiono studnię, a także zainstalowano oświetlenie placu. Budowę dworca w obecnym miejscu ukończono 15 grudnia 1976 roku. Powstały m.in.: poczekalnia dla kierowców, pomieszczenie dla dyspozytorów, a w 1978 roku stołówka z bufetem. Do czasu prywatyzacji firma działała w dwóch lokalizacjach: przy ulicy Dworcowej vis-à-vis dworca kolejowego znajdował się dworzec ze stanowiskami autobusowymi, z kioskiem RUCH i kawiarnią wewnątrz budynku, natomiast zajezdnia i warsztaty zakładowe znajdowały się u zbiegu ulic Mościckiego i Nowowiejskiej.

### Stan obecny
W 2004 roku przewoźnika „Państwowej Komunikacji Samochodowej w Tomaszowie Mazowieckim”, sprywatyzowano tworząc „Przedsiębiorstwo Komunikacji Samochodowej w Tomaszowie Mazowieckim. Spółkę z ograniczoną odpowiedzialnością”. Pod koniec 2006 roku całą firmę przeniesiono do obecnej lokalizacji między innymi kosztem kawiarni dworcowej na pierwszym piętrze. Przestronną przeszkloną poczekalnie dla pasażerów z kasami biletowymi przekształcono na warsztat obsługi pojazdów. Tereny po dawnej zajezdni na rogu ulicy Mościckiego i Nowowiejskiej odsprzedano pod budowę dyskontu Lidl. Pod koniec 2008 roku PKS Tomaszów Mazowiecki kupiło przedsiębiorstwo transportowe Autobuses Jiménez z Hiszpanii. W 2010 roku pracę w tomaszowskim PKSie rozpoczęła pierwsza kobieta-kierowca. W 2012 roku przewoźnik obsługiwał Mistrzostwa Europy w piłce nożnej, rozgrywane w Polsce i w Ukrainie. W 2016 roku, w związku z budową nowej drogi (ul. Chopina), zmniejszono teren firmy niemal o połowę, redukując funkcjonalność dworca z kilkunastu do kilku stanowisk autobusowych. Zlikwidowano również ich zadaszenie i nagłośnienie. W tym czasie pomiędzy dworcami powstało rondo im. Stanisława Hojnowskiego i stacja paliw Avia ze sklepem Carrefour Express. Kilka lat później w pobliżu dworca powstał dyskont Dino. Na odsprzedanej części działki działa parking dla ciężarówek. W budynku dworca obecnie znajduje się mała poczekalnia dla pasażerów, ogólnodostępna toaleta, stanowisko dyspozytora ruchu, biuro administracji, a największą jego część stanowi warsztat obsługi autobusów. W wyniku zwiększenia połączeń Polonusa i powstaniem kilku dodatkowych przystanków warszawskiego przewoźnika w Tomaszowie, od sierpnia 2019 roku autobusy tomaszowskiego PKSu przestały kursować do Warszawy. Oprócz bezpłatnej komunikacji miejskiej, która ma dużą pętle w pobliżu, dworzec z największą tomaszowską ulicą – Warszawwską i największym osiedlem mieszkaniowym w mieście – Niebrowem, łączą ścieżki rowerowe po obu stronach ulicy Fryderyka Chopina. Oddano je do użytku pod koniec 2015 roku zachęcając do mikromobilności wśród osób dojeżdżających do pracy poza Tomaszów.

## Działalność społeczna
W 1953 roku załoga przedsiębiorstwa zapoczątkowała w czynie społecznym budowę parku nad rzeką Wolbórką w Tomaszowie Mazowieckim (obecnie Park Miejski im. Solidarności – największy park w mieście). W tym samym roku pracownicy PKS-u utworzyli dla ofiar wypadków drogowych Bank Krwi. Przez wiele lat PKS Tomaszów Mazowiecki był jednym ze organizatorów miejskiego Dnia Dziecka.

## Wyróżnienia
W latach 80. XX wieku kierowcy tomaszowskiego przewoźnika byli wielokrotnie nagradzani za kulturę jazdy i punktualność, w tym Złotymi Medalami Wzorowego Kierowcy.